# Kummenaedestraat
De Kummenaedestraat (lokale uitspraak: Kummenaol) is een straat in de Nederlandse stad Geleen deel uitmakend van de gemeente Sittard-Geleen. 
Deze straat loopt vanaf de Rijksweg Centrum naar het kruispunt met de Kluisstraat en de Irenelaan en gaat dan over in de Vondellaan. De straat heeft halverwege een lager punt hetgeen een gevolg is van de vroegere aanwezigheid van het riviertje De Keutelbeek. Gezien vanuit de Rijksweg Centrum zijn er een aantal zijstraten t.w. aan de linkerzijde de Parklaan en aan de rechterzijde een viertal, achtereenvolgens Nachtegaalstraat, Kanariestraat, Kievitstraat en Kwikstaartstraat. De Parklaan en de Nachtegaalstraat maken deel uit van de wijk Lutterade, de overige drie zijn gelegen in de zogenaamde vogelbuurt van de wijk Kluis. De huidige straat heeft een lengte van circa 600 meter.

## Historie
De naam Kummenaedestraat is afgeleid van een middeleeuwse pachthoeve waarvan de vroegste vermelding in de archieven 1381 zou zijn. Deze hoeve was gelegen aan de Keutelbeek (ook wel Cötelbeek of Beeksken genoemd), een zijrivier van de Geleenbeek, die ontspringt bij Kelmond en via Beek en Geleen loopt. Deze beek, in Geleen inmiddels overkluisd, kruist de Kummenaedestraat halverwege op het laagste punt. 
Vóór de  jaren 1920, het moment dat de ontwikkeling van Geleen tot mijnstad op gang kwam, bestond de weg in de vorm van een landweg (deels als holle weg) zonder bebouwing en fungeerde als verbinding tussen de Kapellerweg (huidige Kluisweg samen met Irenelaan) en de Oude Maastrichter weg, de voorloper van de Rijksweg Maastricht-Nijmegen.
De straat is in de huidige structuur ontstaan in de aanvang van de jaren 1930. Gelijktijdig werd er een park aangelegd dat sinds 1951 de naam draagt van de toenmalige burgemeester Burgemeester Damenpark en waarvan de hoofdingang werd gesitueerd aan de Kummenaedestraat. In de volksmond werd en wordt nog steeds gesproken over Het Sportpark. Dit park omvatte, naast de een aantal plantsoenen en wandelpaden, een grote sintelbaan met sportveld als middenterrein. De sintelbaan werd veelal gebruikt voor motorraces, paardenraces en autocross. In de winter werd de baan bij vriesweer ondergespoten door de brandweer voor schaatsactiviteiten. Het middenterrein werd gebruikt door diverse Geleense sportverenigingen voor veldsporten. Tegenwoordig is hier de sportaccommodatie Glanerbrook gevestigd.
Eind jaren 1940, toen werd besloten voor oprichting van de nieuwe opgerichte R.K.-parochie Christus Koning voor de wijk Kluis, werd aan het eind van de Kummenaedestraat bij de Kluisweg een noodkerk gebouwd voor het tijdelijk houden van erediensten en andere parochieactiviteiten. Na de bouw van de parochiekerk werd de noodkerk eerst als parochiehuis gebruikt en later als sport- en fitnesscentrum.
In de Tweede Wereldoorlog raakten een aantal huizen beschadigd door een bominslag nabij de tribune op het Sportpark en nogmaals tijdens het bombardement van Geleen op 5 oktober 1942.
In 1970 werd op het terrein van het Sportpark het eerste Pinkpopfestival gehouden naar het voorbeeld van de uit Amerika overgewaaide festivals zoals Woodstock. Op zijn hoogtepunt trok het festival in Geleen circa 45.000 festivalgangers. In 1987 verkaste het festival, mede door een ingrijpende wijziging van het terrein in Geleen, naar Baarlo respectievelijk Megaland in Landgraaf.

## Huidige straat
De huidige straat kenmerkt zich door de vele woningen in jarendertigstijl. Sinds die tijd zijn er geen wijzigingen aan de straat doorgevoerd. Uitzonderingen zijn de overkluizing van de Keutelbeek en een ingrijpende herinrichting van het Damenpark inclusief de sportaccommodaties die nu onder de nam Sport- en recreatiecentrum Laco-Glanerbrook bekend zijn.

## Fotogalerij

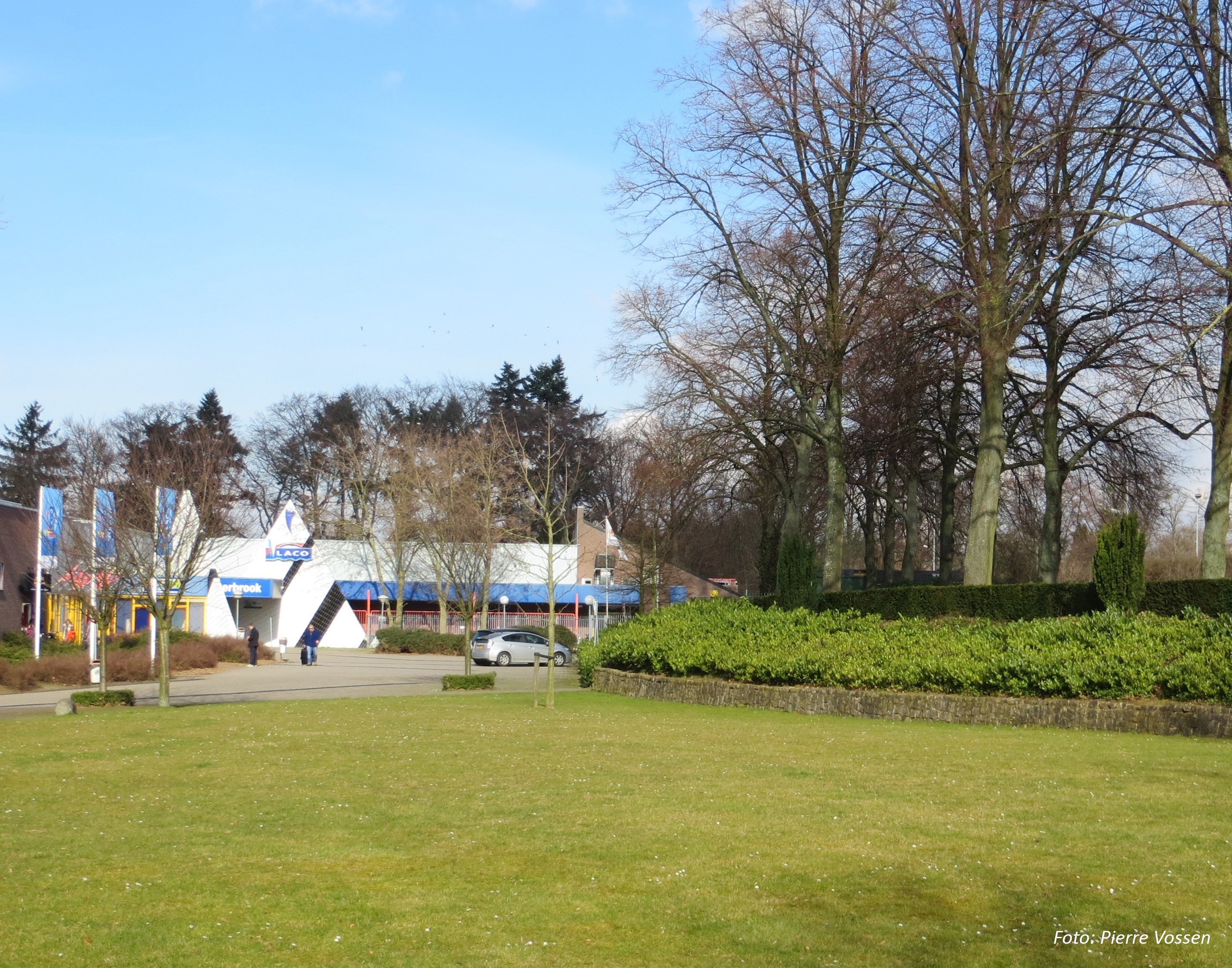
Een der accommodaties van Laco-Glanerbrook.
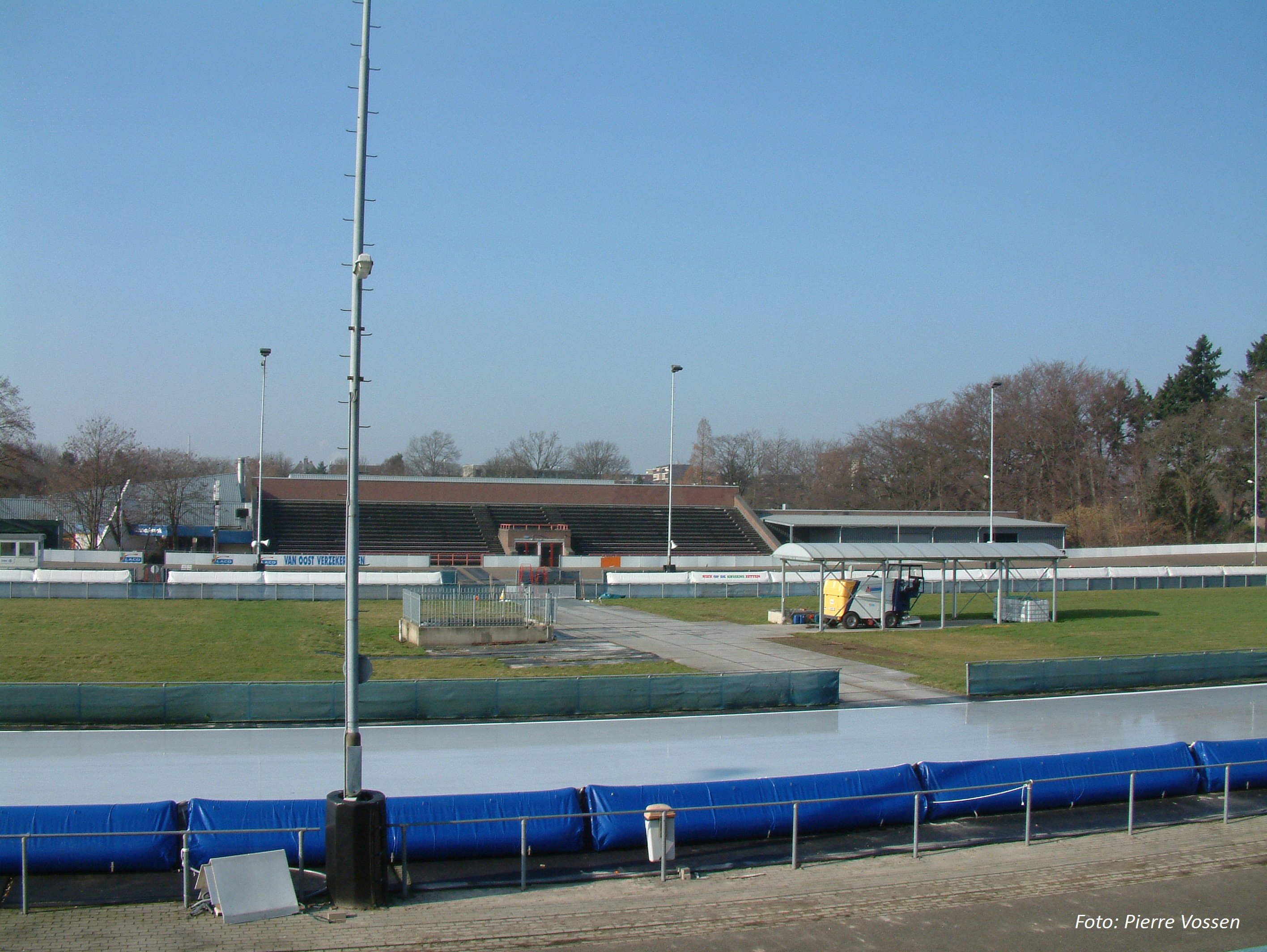
De schaatsbaan annex wielerbaan van Laco-Glanerbrook.